# 林道生
林道生（1934年—），男，臺灣彰化市人，臺灣省立花蓮師範學校畢業，台灣作曲家及原住民研究學者，被譽為原住民音樂大師。 在花師期間受導師啟蒙，自修苦學民族音樂創作與研究，作品以獨唱、合唱曲為主。 1973年加入亞洲作曲家聯盟，開始創作鋼琴曲、室內樂、協奏曲、交響詩等大型器樂作品。
林道生在原住民音樂領域之貢獻，曾獲中國文藝協會音樂榮譽獎章、花蓮縣文化薪傳獎特別貢獻奬。2023年，獲國立東華大學頒授名譽教育學博士。

## 生平
1934年出生於彰化市，1940年遷居當年的後山花蓮，小學接受的是日本教育。在就讀臺灣省立花蓮師範學校（今國立東華大學花師教育學院）四年制簡易師範科其間，因協助學校老師張人模記錄台灣各族民謠的工作，而培養了對原住民音樂的濃厚興趣。引起他後來走遍山地鄉兩百多個部落採集音樂及神話故事的調查研究工作，發表多篇研究原住民論文於亞太地區民族音樂學會學術研討會。
1951年，林道生自花師畢業，擔任母校明禮國小教師，每天清晨五點半起床走路到學校練習一個小時的鋼琴。為了從日文書籍學得音樂的理論，星期六下午還去花崗山的東靜寺跟一位留學日本佛教大學的曾普信師父學習日文。這位花蓮後山的音樂家林道生，出生貧困家庭，也沒什麼傲人的學歷，但是一生靠自己不斷努力苦讀，不停地創作。 
自十七歲擔任小學教師到六十五歲從大學教授退休，曾任玉山神學院音樂系主任，國立東華大學兼任副教授，講授「原住民文學」，慈濟大學醫學暨人文社會學院兼任副教授，講授「台灣鄉土音樂」等。四十八年的音樂教育及作曲生涯。曾獲得中國文藝協會文藝獎章、文藝金像獎、金環獎、清溪金環獎及各類作曲獎等四十多項。發表音樂、原住民文化等文章七百多篇，作品涵蓋從傳統到現代，有獨唱、合唱、清唱劇、室內樂、管弦樂等八百多曲，書類著作有攝影、音樂、原住民文化、神話等三十多冊。
許常惠教授曾經這樣描述林道生 :「任何社會都有少數默默耕耘的人，只是他們的人數不多，他們是屬於不平凡的平凡人，我非常敬佩他們的工作，因為這個社會的許多有意義的工作是靠他們在推動的。林道生先生就是平凡後山的不平凡音樂家」。目前專注於以原住民歌謠的管弦樂作曲，要把原住民音樂盡力傳承發揚光大。他在二0一一年中國文藝協會頒發音樂榮譽獎章給他時的感言：「人生就是要不斷地學習，不停地服務人群而已」。

## 榮譽
- 當選全國特殊優良教師（1970）
- 中國文藝協會音樂獎章（1970）
- 台灣省音樂協進會音樂獎章（1981）
- 中國文藝協會音樂榮譽獎章（2010）
- 花蓮縣101年度文化薪傳獎特別貢獻獎（2012）
- 廣播金鐘獎-漢聲電台「馬卡巴海之夜」原住民文化節目撰稿暨共同主持人（ 2013）

## 作品

### 音樂作品
- 『台灣原住民民謠鋼琴小品集（1）』  玉山神學院  (1988)
- 『林田山煙雲』組曲   管弦樂曲/合唱曲  葉日松作詞  (2002)
- 『太魯閣交響詩』  (2008)
- 『馬蘭姑娘鋼琴協奏曲II 』(2010)
- 『小鬼湖之戀 交響詩』 (2014)
- 『花蓮港序曲』 管弦樂曲 (2004)
- 『KA-LING-KO花蓮港』 室內樂曲
- 『老人歡樂飲酒歌』 室內樂曲
- 『母親禮讚（萱花盛放）』組曲 合唱曲  沈  立作詞  (1998)
- 『當晚霞滿天』 合唱曲 楊  牧作詞  (1997)

### 原住民相關論述
- 『荷蘭人治台期的原住民政策』（玉山神學院「福音與文化」）1992年
- 『台灣原住民音樂教育之反思』（師大「台灣原住民文學與教育之發展」學術研討會）1996年
- 『阿美族傳奇的生命禮俗』（玉山神學院「福音與文化」）1996年
- 『阿美族民謠謠詞近百年變遷』（日本東京入野義郎音樂研究所）1997年
- 『泰雅族口簧琴音樂文化』（泰國、亞太地區民族音樂學第四屆大會學術研討會）1997年
- 『台灣原住民民謠與音樂教育』（台北、第三屆台灣本土化國際學術研討會）1998年
- 『台灣布農族童謠曲調結構與歌詞背景之研究』（中國、福建、亞太地區民族音樂學會第五屆大會學術研討會）1999年
- 『後山原住民音樂的特色及其發展的探討』（台東後山文化研討會）2000年

### 文類作品
- 『名曲導聆101』  樂韻出版社 (1988)
- 『阿美族民謠100首』  國立花蓮師院音教中心(1995)
- 『台灣原住民族口傳文學選集』  花蓮文化中心（1996）
- 『泰雅族母語民謠集』  國立花蓮師院音教中心 (1998)
- 『花蓮原住民音樂（1）布農族篇 』 花蓮文化中心 (1998)
- 『阿美族的歷史風土傳奇』  教育部技職教育司 (1999)
- 『阿美族的口碑傳說故事』  教育部技職教育司 (1999)
- 『花蓮原住民音樂（2）阿美族篇 』 花蓮文化局 (2000)
- 『原住民神話‧故事全集（1）』漢藝色研文化公司（2001）
- 『原住民神話‧故事全集（2）』漢藝色研文化公司（2002）
- 『原住民神話‧故事全集（3）』漢藝色研文化公司(2002)
- 『花蓮原住民音樂（3）泰雅族篇』  花蓮文化局 (2003)
- 『原住民神話與文化賞析』 漢藝色研文化公司 (2003)
- 『原住民神話‧故事全集（4）』漢藝色研文化公司（2004）
- 『原住民神話‧故事全集（5）』漢藝色研文化公司（2004）

### 譯著
- 『名曲與巨匠』  志文出版社（1980）
- 『世界名鋼琴家』志文出版社（1982)
- 『最新名曲解說全集- (3)交響曲』大陸書店 (1982)
- 『本世紀名攝影家』志文出版社 (1983)
- 『霧社事件證言』  台原出版社 (2000)

### 作品集
- 1 舞台劇 頁一
- 2 清唱劇 頁一
- 3 管弦樂曲 頁一
- 4 室內樂曲  4-2頁二 4-3頁三
- 5 木管五重奏 頁一
- 6 獨奏曲 6-1頁一 頁二
- 8 獨唱.齊唱曲   8-1 頁一 8-2 頁二 8-3 頁三 8-4 頁四 8-5 頁五 8-6 頁六 8-7 頁七 8-8 頁八 8-9 頁九 8-10 頁十
- 9 鋼琴獨奏 頁一
- 16  林道生作曲-姚志龍作詞聖經台語歌曲一覽表 頁一 頁二頁三